# Bianki
Bianki (Bianchi) – polski herb szlachecki, odmiana herbu Lis z indygenatu.

## Opis herbu
Opis zgodnie z klasycznymi regułami blazonowania:
W polu czerwonym rogacina srebrna bez prawej połowy grotu, u dołu rozdarta, dwukrotnie przekrzyżowana. 
W klejnocie nad hełmem w koronie pięć piór strusich.

## Historia herbu
Zatwierdzony indygenatem w 1662 roku Jackowi Biankiemu.